# Ferrari D156
 (décembre 2018).
Si vous disposez d'ouvrages ou d'articles de référence ou si vous connaissez des sites web de qualité traitant du thème abordé ici, merci de compléter l'article en donnant les références utiles à sa vérifiabilité et en les liant à la section « Notes et références ».
Chronologie des modèles (1959)
Ferrari D246 Ferrari 246P
La Ferrari D156 est une monoplace de Formule 1 engagée par la Scuderia Ferrari lors du Grand Prix de Monaco 1959. Conçue par les ingénieurs italiens Vittorio Jano et Carlo Chiti, elle est pilotée par le Britannique Cliff Allison.

## Historique
Le dimanche précédant le Grand Prix de Monaco 1960, la Scuderia Ferrari teste pour la première fois sa Ferrari D156. Celle-ci diffère de la Ferrari D246 par une suspension avant plus souple et une nouvelle boîte de vitesses, reliée directement au moteur V6 de la monoplace. Les suspensions arrière sont composées d'une double triangulation et les porte-moyeux ont été fabriqués en alliage au lieu de l'acier soudé habituellement utilisé. L'écurie italienne décide alors de confier sa nouvelle voiture à Cliff Allison, les trois Ferrari D246 habituelles étant récupérées par Jean Behra, Phil Hill et Tony Brooks.
Lors des qualifications, Allison, qui a souffert d'une boîte de vitesses aux rapports mal ajustés lors des essais libres du jeudi, obtient le quinzième temps en 1 min 44 s 4, à 4,8 secondes et demi de la pole position établi par Stirling Moss, et s'intercale entre Hill et Halford. Le lendemain, Allison démarre en queue de peloton, mais il est pris dans un accident qui implique aussi Halford et von Trips. Malgré ce résultat, Allison est conservé par Ferrari pour le reste de la saison tandis que la D156 n'apparaît plus en course.

## Résultats en championnat du monde de Formule 1
| Saison | Écurie           | Moteur         | Pneus  | Pilotes       | Courses | Courses | Courses | Courses | Courses | Courses | Courses | Courses | Courses | Points inscrits | Classement |
| Saison | Écurie           | Moteur         | Pneus  | Pilotes       | 1       | 2       | 3       | 4       | 5       | 6       | 7       | 8       | 9       | Points inscrits | Classement |
| ------ | ---------------- | -------------- | ------ | ------------- | ------- | ------- | ------- | ------- | ------- | ------- | ------- | ------- | ------- | --------------- | ---------- |
| 1959   | Scuderia Ferrari | Ferrari 171 V6 | Dunlop |               | MON     | 500     | P-B     | FRA     | GBR     | ALL     | POR     | ITA     | USA     | 32 (38)         | 2e*        |
| 1959   | Scuderia Ferrari | Ferrari 171 V6 | Dunlop | Cliff Allison | Abd     |         |         |         |         |         |         |         |         | 32 (38)         | 2e*        |

Légende : ici 

* 32 points marqués avec la Ferrari D246.